# 酒井泰滋
酒井 泰滋（さかい たいじ、1984年8月28日 - ）は、長崎県諫早市出身の元男子バスケットボール選手。背番号は28。

## 人物
身長190cm、体重88kg、血液型A型、ポジションはフォワード。
福大大濠高、慶大では主将を務めた。慶大へは一般入試により入学している。実弟・祐典も福大大濠高に進み主将を務め、その後慶大を経て、現在は九州電力で活躍している。
大学時代のチームメイトに竹内公輔がいる。
2009年には東アジア競技大会で初のA代表入りを果たす。
2013年、日立東京の主将に就任。
2016年オフ引退とチームアンバサダー就任を発表。

## 経歴
- 福岡大学附属大濠高校 - 慶應義塾大学 - 日立（2007年 - 2016年）

## 日本代表歴
- 2007ユニバーシアード
- 2009東アジア大会